# Omer-beg Sulejmanpašić
Omer-beg Sulejmanpašić (poznat kao Omer-beg Sulejmanpašić Skopljak; Odžak, 1870. – Odžak, 1918.), bosanskohercegovački je književnik bošnjačkog podrijetla.

## Životopis
Omer-beg Sulejmanpašić rođen je 1870. godine u Odžaku, gdje je živio do svoje petnaeste godine. Njegov otac Mustaj-beg je 1884. godine odlučio da se s obitelji iseli iz okupirane Bosne, ali se predomislio i naselio u Sarajevu. Po završetku školovanja u sarajevskoj ruždiji, Omer-beg se počeo baviti književnošću. Prvu pjesmu, Ruža i srce, objavio je 1893. godine u listu Bošnjak. Kasnije postaje višegodišnji suradnik Bosanske vile i mostarske Zore. Istovremeno je sakupljao narodne pjesme Bošnjaka, ispjevane u desetercu. Dvije pjesme su objavljene u Vili (Ženidba bega Omer-bega i Ženidba Ćejvanagić Mehe), a rukopisi ostalih 29 pjesama s ukupno 5.451 stihom čuvaju se u Etnografskoj zbirci SANU. Zbog svog prosrpskog djelovanja Omer-beg nije se mogao zadržati u Sarajevu i 1899. vratio se u rodni Odžak. U napadima objavljivanim u Bošnjaku i Beharu prijeteći mu je savjetovano da ide u Srbiju. S Mostarcem Smail-agom Ćemalovićem 1906. godine pokreće list Bosansko-hercegovački glasnik, u kojem je surađivao i Osman Đikić.
Omer-beg je umro 1918. godine, pred kraj Prvog svjetskog rata, najvjerojatnije od španjolske groznice.

## Vanjske povezice
- Omer-beg Sulejmanpašić: Pjesme